# Hoplites (amonit)
Hoplites – rodzaj głowonogów z wymarłej podgromady amonitów, z rzędu Ammonitida.
Żył w okresie późnej kredy (alb).